# Ingrandes-de-Touraine
Ingrandes-de-Touraine település Franciaországban, Indre-et-Loire megyében. Lakosainak száma 545 fő (2018. január 1.). Ingrandes-de-Touraine La Chapelle-sur-Loire, Restigné, Saint-Michel-sur-Loire és Saint-Patrice községekkel határos.

## Népesség
A település népességének változása:
| Lakosok száma | 487  | 476  | 512  | 474  | 469  | 509  | 537  | 552  | 555  | 545  |
|               | 1968 | 1975 | 1982 | 1990 | 1999 | 2011 | 2013 | 2015 | 2017 | 2018 |